# 贺天健
贺天健（1891年—1977年4月2日），原名贺骏，又名贺炳南，男，江苏无锡人，中国画家。

## 生平

1962年贺天健與顏文梁、林風眠、豐子愷、張樂平、張充仁观摩画作

贺天健原名贺骏，又名贺炳南，1891年出生于江苏无锡，1899年开始学画，1911年进入南京国民大学学习，后转入上海担任中华书局有限公司编辑。1921年创建无锡美术专科学校，先后在上海美术专科学校、南京美术专科学校和无锡美术专科学校任教。1956年筹建上海中国画院，1960年担任副院长。1962年在丹麦举办个人画展。此外还担任中国美术家协会理事和西泠印社社员。
1977年4月2日在上海逝世，享年86岁。